# Херингсдорф (Источни Холштајн)
Херингсдорф (њем. Heringsdorf) општина је у њемачкој савезној држави Шлезвиг-Холштајн. Једно је од 36 општинских средишта округа Остхолштајн. Према процјени из 2010. у општини је живјело 1.066 становника. Посједује регионалну шифру (AGS) 1055022.

## Географски и демографски подаци
Херингсдорф се налази у савезној држави Шлезвиг-Холштајн у округу Остхолштајн. Општина се налази на надморској висини од 19 метара. Површина општине износи 29,4 km². У самом мјесту је, према процјени из 2010. године, живјело 1.066 становника. Просјечна густина становништва износи 36 становника/km².